# 馨香玉兰
馨香玉兰（学名：Magnolia odoratissima）为木兰科木兰属的植物，是中国的特有植物。分布在中国大陆的云南等地，目前尚未由人工引种栽培。